# Bar-le-Duc
Bar-le-Duc je naselje in občina v severovzhodni francoski regiji Loreni, prefektura departmaja Meuse. Leta 2008 je naselje imelo 15.757 prebivalcev.

## Geografija
Kraj leži v osrčju zgodovinske pokrajine Barrois, v severovzhodni Franciji. Spodnji novejši del je umeščen v ozki dolini ob reki Ornain. Proti severovzhodu je omejen s kanalom Marna-Ren, na jugozahodu, kjer leži zgornji kraj Ville-Haute, pa z manjšim rečnim rokavom Canal des Usines.

## Administracija
Bar-le-Duc je sedež dveh kantonov:
- Kanton Bar-le-Duc-Jug (del občine Bar-le-Duc, občine Combles-en-Barrois, Robert-Espagne, Savonnières-devant-Bar, Trémont-sur-Saulx: 9.797 prebivalcev),
- Kanton Bar-le-Duc-Sever (del občine Bar-le-Duc, občini Fains-Véel, Longeville-en-Barrois: 12.291 prebivalcev).

Naselje je prav tako sedež okrožja, v katerega so poleg njegovih dveh vključeni še kantoni Ancerville, Ligny-en-Barrois, Montiers-sur-Saulx, Revigny-sur-Ornain, Seuil-d'Argonne, Vaubecourt in Vavincourt s 62.090 prebivalci.

## Zgodovina
Bar-le-Duc je bil verjetno ustanovljen že v predrimskem obdobju. V zgodnjem srednjem veku je bil del vojvodstva Zgornje Lorene, v 10. stoletju pa je kraj postal pomemben kot sedež grofije, kasneje Barskega vojvodstva, province Barrois.

## Znamenitosti
Bar-le-Duc je na seznamu francoskih umetnostno-zgodovinskih mest.
- Ville-Haute:
  - cerkev sv. Štefana iz 14.-15. stoletja,
  - ostanki gradu Barskih vojvod iz 16. stoletja,
  - stolp z uro, prav tako iz 16. stoletja

## Pobratena mesta
- Griesheim (Nemčija),
- Gyönk (Madžarska),
- Tambov (Rusija),
- Wilkay-Hissau (Nemčija).